# Fernando Castillo Infante
Fernando Castillo Infante, (Santiago, 4 de julio de 1917 - 12 de junio de 2005).  Historiador y abogado chileno. Estuvo casado con María Paz Lagarrigue y fue padre de diez hijos.
Educado en el Instituto de Humanidades y en la Pontificia Universidad Católica, donde se graduó como abogado.
Realizó gran parte de su carrera en la Compañía de Teléfonos.
Fue coautor del "Diccionario Histórico y Biográfico de Chile", donde tuvo la colaboración de Jordi Fuentes y Lía Cortés. Escribió además el libro "Flecha Roja", un relato histórico de la Falange Nacional, que fue lanzado en 1997 para conmemorar el 62.º aniversario de ese movimiento político que precedió a la Democracia Cristiana.